# 1661 na ciência

## Eventos
- Robert Boyle publica The Sceptical Chymist, um tratado que faz a distinção entre a química e a alquimia. Contém algumas das primeiras idéias modernas de átomos, moléculas e reação química e marca o início da história da química moderna.[1]

## Nascimentos
| Data | Nome                                             | Profissão  | Nacionalidade | Observações | Ref |
| ---- | ------------------------------------------------ | ---------- | ------------- | ----------- | --- |
| ??   | Guillaume François Antoine, Marquês de l'Hôpital | matemático | França        | m. 1704     |     |

## Mortes
| Data | Nome | Profissão | Nacionalidade | Observações | Ref |
| ---- | ---- | --------- | ------------- | ----------- | --- |